# Ruisseau des Belles-Dames
Pour les articles homonymes, voir Belle-Dame.
Le ruisseau des Belles-Dames (également appelé ruisseau de l'Orne dans sa partie amont) est un ruisseau français des départements de la Corrèze et de la Dordogne, en région Nouvelle-Aquitaine, affluent de l'Auvézère et sous-affluent de la Dordogne par l'Isle.

## Géographie
Le ruisseau des Belles-Dames prend sa source en Corrèze, vers 410 mètres d'altitude, sur la commune de Beyssenac, quatre kilomètres et demi à l'est-sud-est du bourg, à environ 150 mètres au sud-est du lieu-dit la Croix des Débats. Il passe sous la route départementale (RD) 6, puis sous la RD 6E.
À quatre reprises, son cours marque la limite entre les départements de la Corrèze et de la Dordogne.
Franchi en Dordogne par la RD 80, il rejoint presque aussitôt l'Auvézère en rive gauche, à 243 mètres d'altitude, sur la commune de Payzac, deux kilomètres au sud-est du bourg.
Sa longueur est de 12,8 km.

### Communes et départements traversés
Le ruisseau des Belles-Dames arrose deux départements et quatre communes : Beyssenac (source) et Concèze en Corrèze, puis Saint-Cyr-les-Champagnes et Payzac (confluence) en Dordogne.

## Appellations historiques
Le cadastre napoléonien de la Corrèze attribue d'autres noms à ce cours d'eau, sans rapport avec les noms actuels :
- sur le cadastre de Concèze :
  - ruisseau de Leynardie[note 2] ;
  - ruisseau des Prats Groussous[note 3] ;
- sur le cadastre de Beyssenac :
  - ruisseau de la Lardie[note 4] ;
  - ruisseau de Sarrette[note 5] ;
  - ruisseau de Saint Cyr[note 6] ;
  - ruisseau de Pissat[note 7].

## Patrimoine
- La papeterie de Vaux à Payzac.

## Galerie de photos

À la papeterie de Vaux, à Payzac.
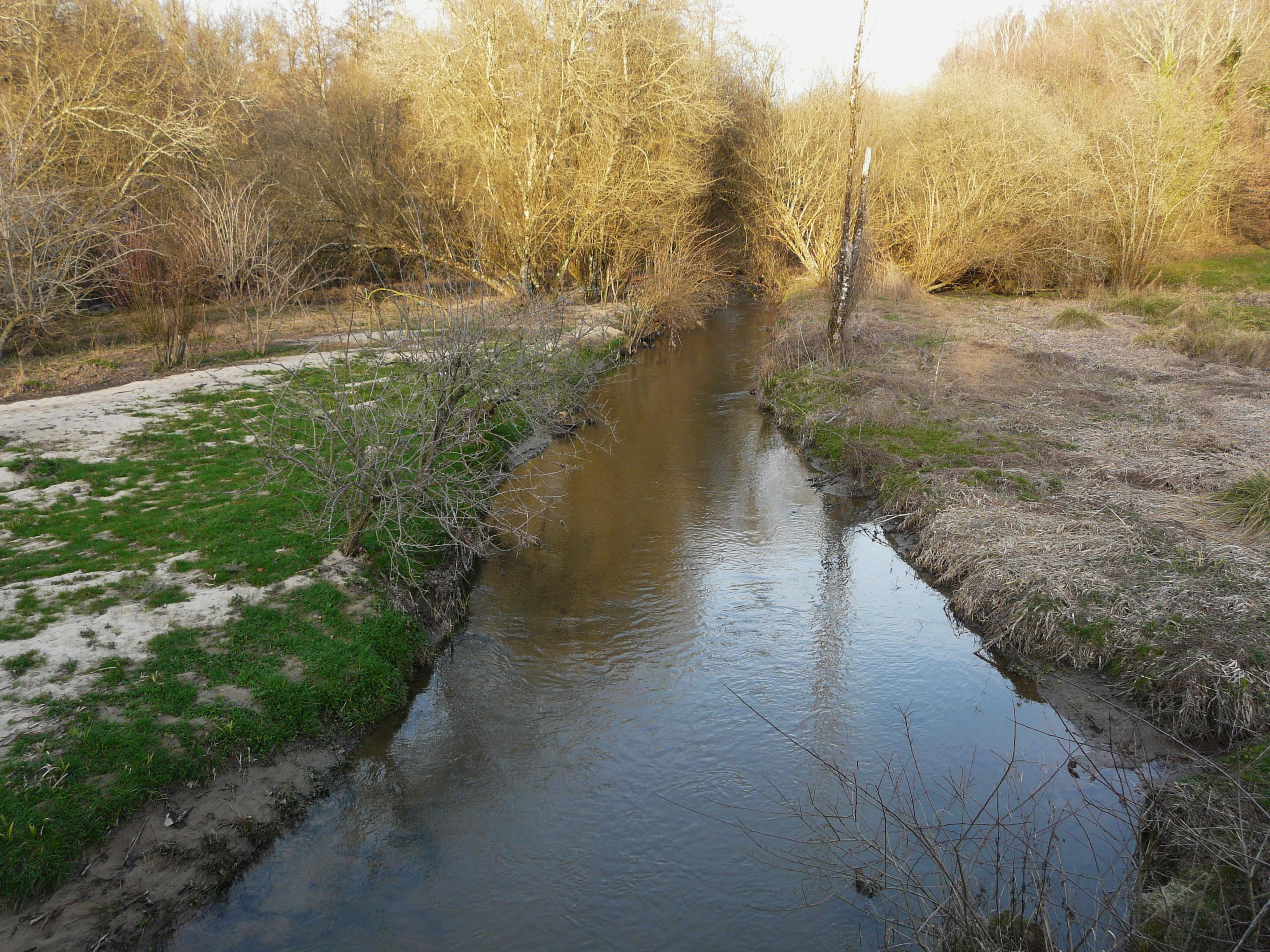
Juste en amont.
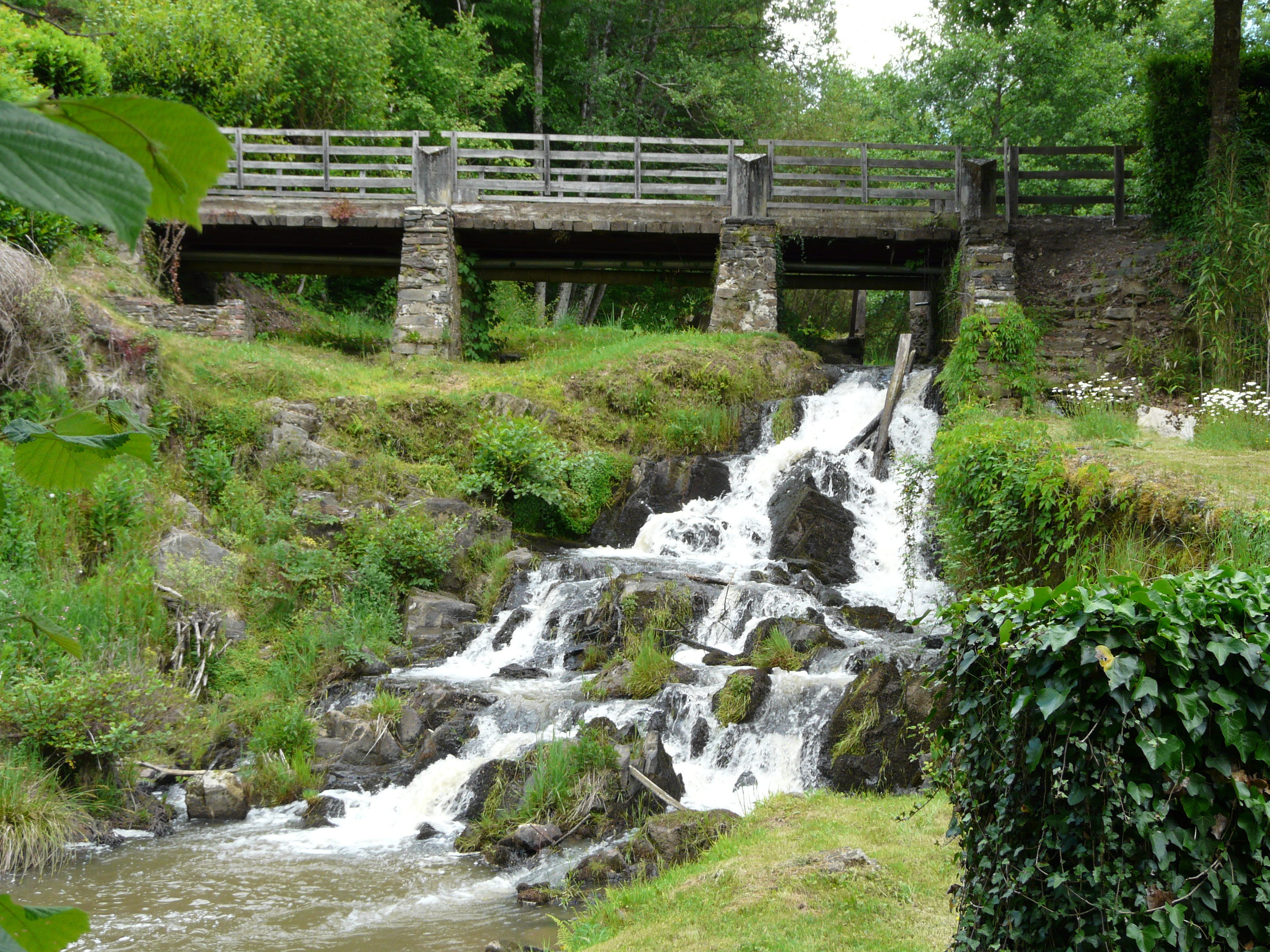
La cascade.
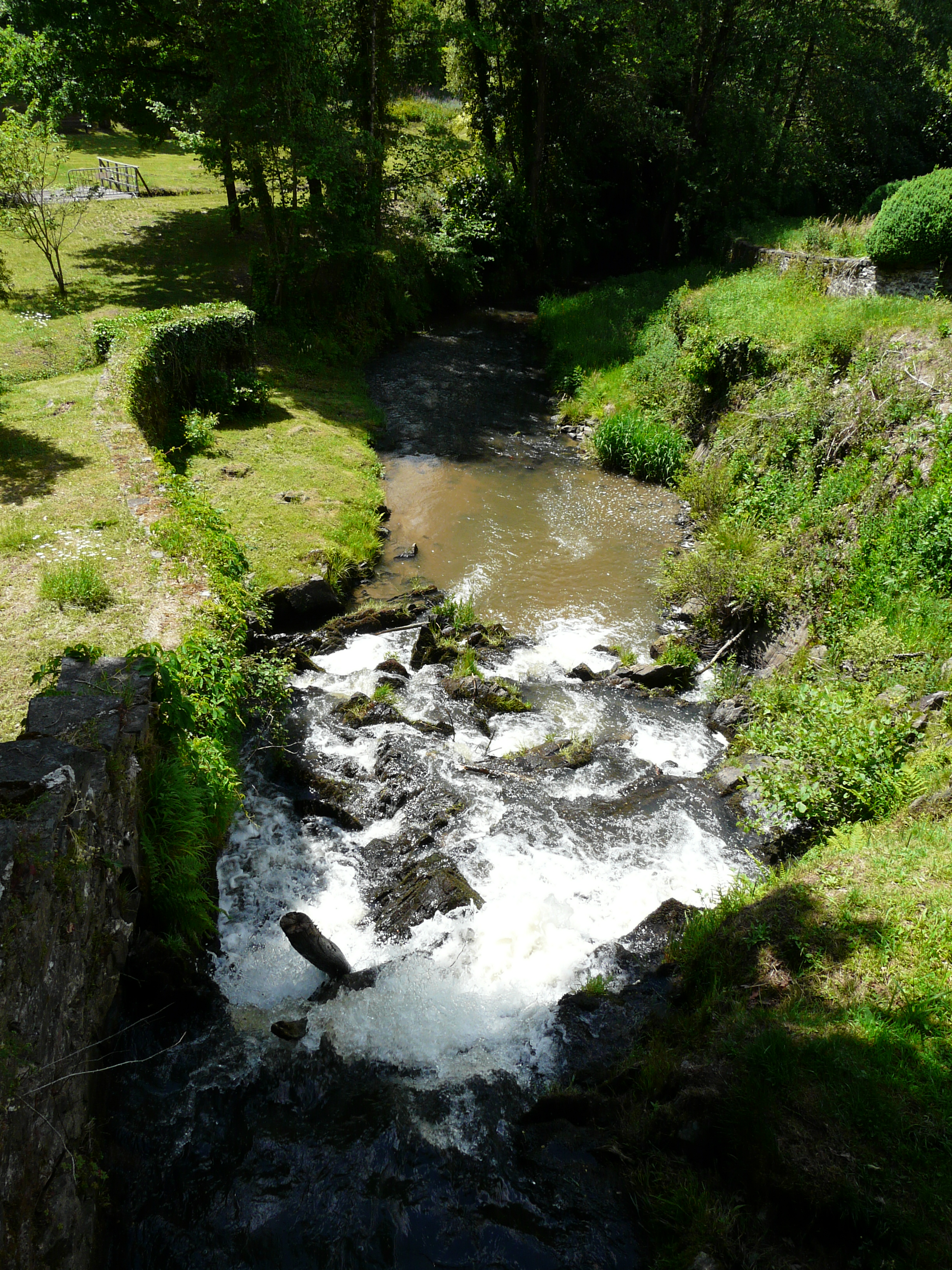
En aval de la cascade.
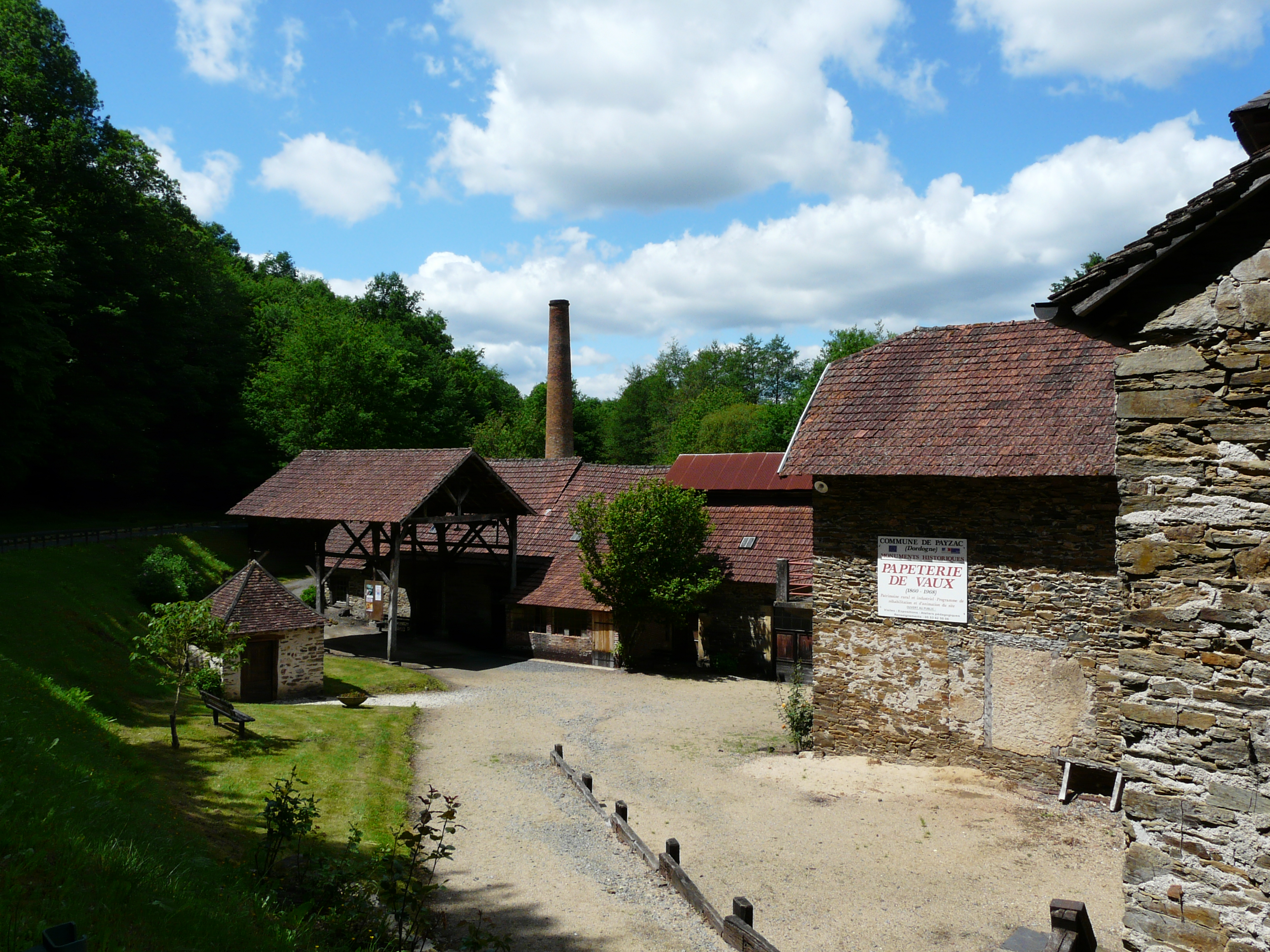
La papeterie.